# NEC俊英囲碁トーナメント戦
NEC俊英囲碁トーナメント戦（エヌイーシーしゅんえいいごトーナメントせん）は、囲碁の棋戦で、日本棋院と関西棋院の、25歳以下で年間賞金額上位の棋士が13名が参加する。1986年から開始され、2003年18期まで実施。優勝者は翌年のNECカップ囲碁トーナメント戦へ出場資格を得た。
- 優勝賞金 (1-3期)80万円、(4-5)100万円、(6)108万円、(7-12)140万円、(13-18)300万円

対局は「全国縦断囲碁フェスティバル」においてNECカップ戦とともに公開で行われた。
第12-16期の優勝者は、日中スーパー囲碁の俊英戦三番勝負に出場。また第6期は王銘琬、鄭銘瑝による、タイトル戦史上初の兄弟による決勝戦。第12期は西田栄美が、女流棋戦以外で初の決勝進出となった。

## 方式
- 出場棋士は、1年間の対局料・賞金ランキング上位棋士13名。
- トーナメント方式で争われ、決勝戦は1番勝負。
- 持時間は、一手10秒。1分単位で5回の考慮時間。

## 歴代優勝者と決勝戦
（左が優勝者）
1. 1986年 依田紀基 - 王銘琬
2. 1987年 小林覚 - 王銘琬
3. 1988年 青木紳一 - 依田紀基
4. 1989年 王銘琬 - 依田紀基
5. 1990年 小松英樹 - マイケル・レドモンド
6. 1991年 王銘琬 - 鄭銘瑝
7. 1992年 小松英樹 - 森田道博
8. 1993年 大矢浩一 - 柳時熏
9. 1994年 柳時熏 - 三村智保
10. 1995年 中野寛也 - 森田道博
11. 1996年 森田道博 - 山田規三生
12. 1997年 楊嘉源 - 西田栄美
13. 1998年 仲邑信也 - 溝上知親
14. 1999年 山下敬吾 - 蘇耀国
15. 2000年 高尾紳路 - 羽根直樹
16. 2001年 溝上知親 - 金秀俊
17. 2002年 高尾紳路 - 秋山次郎
18. 2003年 秋山次郎 - 潘善琪

## 記録
- 最多優勝 2回 王銘琬・小松英樹・高尾紳路